# Cantón de Saint-Claud
El cantón de Saint-Claud era una división administrativa francesa, que estaba situada en el departamento de Charente y la región de Poitou-Charentes.

## Composición
El cantón estaba formado por catorce comunas:
- Beaulieu-sur-Sonnette
- Chasseneuil-sur-Bonnieure
- Genouillac
- Le Grand-Madieu
- Les Pins
- Lussac
- Mazières
- Nieuil
- Parzac
- Roumazières-Loubert
- Saint-Claud
- Saint-Laurent-de-Céris
- Saint-Mary
- Suaux

## Supresión del cantón de Saint-Claud
En aplicación del Decreto n.º 2014-195 de 20 de febrero de 2014, el cantón de Saint-Claud fue suprimido el 22 de marzo de 2015 y sus 14 comunas pasaron a formar parte del nuevo cantón de Charente-Bonnieure.